# Negligence (groupe)
Pour les articles homonymes, voir Négligence.
Negligence est un groupe de thrash metal slovène, originaire de Ljubljana. Formé en 2000, le groupe est en actuel contrat avec le label Metal Blade Records et a fait paraître deux albums studio, le dernier datant de 2010.

## Biographie
Negligence est fondé par Jan Svigelj et Domen Justin en 2000, ce dernier étant considéré comme le concepteur du groupe. Ils sont par la suite rejoint par Lipnik à la basse, et Ruzz à la batterie. Le groupe n'arrive pas à trouver de chanteur et participe à de multiples soirées en tant que groupe musical instrumental; avant de trouver le chanteur Lenz en 2003. Negligence fait paraître deux démos entre 2003 et 2005 avec Lenz au chant, et entame une tournée uniquement en Slovénie. Cependant, le line-up change peu après du fait que les membres du groupe sont insatisfaits de l'approche de Lenz pour le chant. Le groupe décide alors de s'en séparer et de le remplacer par Alex Skofljanec, qui avait, à cette même période et par coïncidence, quitté son groupe Metalsteel en 2005.
En 2007, le groupe enregistre son premier album, Options of a Trapped Mind, positivement accueilli lors de sa sortie et voté comme le meilleur album de thrash metal en 2007 par le webzine Thrashzone. Le groupe annonce leur participation aux tournée en soutien à des groupes comme Exodus, Forbidden, Sadus, Heathen, Death Angel, etc. Fin 2009, pendant l'enregistrement de son second album studio, Negligence se sépare avec le membre fondateur Domen Justin, et le remplace peu après par Aljosa Orlovic du groupe Scaffold Fame. En 2010, le groupe annonce sa signature au label légendaire Metal Blade Records, et, en octobre cette même année, fait paraître l'album Coordinates of Confusion le 2 décembre 2010,.

## Membres
- Alex Skofljanec - chant
- Jan Svigelj - guitare
- Mitja Lipicer - basse
- Ziga « Ruzz » Zmazek - batterie

## Discographie
| Année | Album                     | Label       | Meilleure position | Meilleure position |
| Année | Album                     | Label       | US                 |                    |
| ----- | ------------------------- | ----------- | ------------------ | ------------------ |
| 2007  | Options of a Trapped Mind | Rock It Up  | -                  |                    |
| 2010  | Coordinates of Confusion  | Metal Blade | -                  |                    |

## Vidéographie
- War Machine